# Briše pri Polhovem Gradcu
Briše pri Polhovem Gradcu este o localitate din comuna Dobrova-Polhov Gradec, Slovenia, cu o populație de 155 de locuitori.